# Friedler Ferenc
Friedler Ferenc (Veszprém, 1953. május 30. –) Széchenyi-díjas matematikus, egyetemi tanár. A matematikai modellezés és optimalizálás, és ezek mérnöki alkalmazásainak kutatója. A Pannon Egyetem rektora 2011. július 1. és 2015. június 30. között. 2023. február 1-től a Széchenyi István Egyetem tudományos elnökhelyettese és rektora.

## Életpályája
Okleveles matematikus diplomát a József Attila Tudományegyetemen 1977-ben, a műszaki kémiai rendszerek optimalizálása területén végzett kutatásai alapján kandidátusi fokozatot szerzett 1990-ben, tudományok doktora fokozatot pedig 1995-ben. Pályafutását az MTA Műszaki Kémiai Kutató Intézetben kezdte akadémiai ösztöndíjasként, majd alapító csoport- és osztályvezetőként dolgozott 1979-től 1997-ig. A Veszprémi Egyetemen – jelenlegi nevén Pannon Egyetemen – 1993-tól docens és 1997-től egyetemi tanár. A Számítástudományi Tanszék – jelenlegi nevén Rendszer- és Számítástudományi Tanszék – alapító tanszékvezetője (1993- 2015). 2001 és 2003 között a Műszaki Informatikai Önálló Intézet igazgatója, 2003 és 2011 között a Pannon Egyetem Műszaki Informatikai Kar alapító dékánja, 2011-től 2015-ig az egyetem rektora.
2015-ben az akkor megalakuló Nemzeti Kutatási és Innovációs Hivatal (NKFIH) általános elnökhelyettesévé nevezik ki, ezt a tisztet 2016-ig töltötte be. 2015-től 2020-ig a Pázmány Péter Katolikus Egyetemen egyetemi tanár, ahol 2020-ig az általa alapított „Laudato Si” Folyamatrendszerek és Fenntarthatóság Intézetet vezette. 2020-tól a Széchenyi István Egyetemen kutatóprofesszor egyúttal az Egyetem Járműipari Kutatóközpontja tudományos igazgatója, valamint a Mesterséges Intelligencia Nemzeti Labor vezetője. 2023. február 1-től a Széchenyi István Egyetem tudományos elnökhelyettese és rektora.
Összességében több évet töltött külföldön, amely egy egyéves amerikai és több rövidebb útból tevődik össze. 1990 és 1999 között a Kansas State University (Manhattan, KS, U.S.A.) kinevezett kutatója Dr. L. T. Fan professzor tanszékén. Rangos egyetemek (pl. Osaka University, UMIST, Imperial College, Kyoto University), valamint kutató-fejlesztő cégek (pl. Shell R&D, Houston, TX; Dow Chemical Company, Midland, MI; MOBIL R&D, Princeton, NJ) meghívásának tett eleget. Meghatározó nemzetközi együttműködések egész sorának volt kezdeményezője vagy résztvevője. Európa, Amerikai Egyesült Államok, Dél-Afrika és Dél-Korea összesen nyolc egyetemével együttműködésben hozott létre közös publikációkat, előadásokat, szemináriumokat, projekteket. Mindennek eredményeképpen széles körű tudományos kapcsolatokkal rendelkezik. „Visiting Professor” a következő felsőoktatási intézményekben: University of Surrey, Surrey, UK (2002-2008); Ecole Politechnique Federale de Lausanne, Lausanne, Svájc (2005); Imperial College, London, UK (2010–2012).
Oktatási és oktatásszervezési tevékenysége a mérnöki tudományokhoz, ezen belül a műszaki informatikához kapcsolódik. Első vezetői megbízatását 1985-ben kapta kutatócsoport megalapítására. Szakvezető, doktori iskola alapító, számítástudományi tantárgyak kidolgozója és oktatója. Témavezetője sikeresen lezárt hazai és külföldi doktori cselekményeknek. 
Az Erdős Pál Matematikai Tehetséggondozó Iskola megalapításának (2001) kezdeményezője és szponzora. Kidolgozta a  „Fasori Program” elnevezésű egyetemi elitképzés alapelveit.
Több díj alapítója. Így 2002-ben megalapította a Pólya György-díjat, amellyel a tehetségkutatásban és -gondozásban élen járó középiskolai tanárokat jutalmazzák. A Gyulafirátóti Általános Iskola egykori diákjaként alapította meg 2010-ben a kiváló tanáráról elnevezett Hadnagy László-díjat tehetséges diákok felismerésére és támogatására. Rektorként alapította meg 2011-ben a Pannonia Felsőoktatásáért-díjat hazai szakemberek elismerésére, valamint 2013-ban Pannonia Award elismerést élvonalbeli nemzetközi kutatásokért. A Neumann János Számítógéptudományi Társaság elnökeként a Budapesti Műszaki és Gazdaságtudományi Egyetem rektorával közösen alapították meg 2017-ben a John von Neumann Professor címet a világ legismertebb kutatóinak az elismerésére.
Szakmai közéleti tevékenysége szerteágazó. Két ciklusban elnöke volt az MTA Informatikai Bizottságának (2005-2011). Tagja további tudományos testületeknek, többek között társelnöke a Magyar Kémikusok Egyesülete Kibernetikai Szakbizottságának (1998-tól), elnöke volt a Magyar Rektori Konferencia Informatikai Tudományos Bizottságnak (2010-2015), továbbá a Neumann János Számítógép-tudományi Társaság elnöke (2011-2019). Az MTA Veszprémi Területi Bizottságának hat évig tudományos titkára, további hat évig alelnöke volt. Az European Federation of Chemical Engineering (EFCE) elnökségi tagja (2018-2021). Nemzetközi tudományos konferenciasorozatok egyik alapítója. Húsz alkalommal volt alelnöke a PRES (Process Integration, Modelling and Optimisation for Energy Saving and Pollution Reduction) konferenciasorozatnak, valamint alapító elnöke a biannuális VOCAL (Veszprém Optimization Conference: Advanced Algorithms) konferenciának. Hazai és külföldi szakfolyóiratok szerkesztőbizottságának tagja (Alkalmazott Matematikai Lapok, Acta Polytechnica Hungarica, Computational Management Science, Chemical Engineering Transactions, Current Opinion in Chemical Engineering).

## Munkássága
Kutatási területét a matematikai modellezés és optimalizálás, illetve ezek mérnöki alkalmazásai képezik. Nevéhez fűződik a P-graph és S-graph módszertan kidolgozása. A P-graph módszertan a termelő folyamatok hatékonyságát alapvetően meghatározó hálózatszintézis megoldására született. Emellett számos alkalmazása vált ismertté, mint pl. műszaki rendszerek tervezése (optimális biztonsági rendszerek, valamint processzortömbök hibadiagnosztikája), kémiai reakciók mechanizmusának kutatása, ellátó láncok optimalizálása, metabolikus hálózatok kutatása, energetikai hálózatok tervezése. Az S-graph módszertan szakaszos folyamatok optimális ütemezésének meghatározására bevezetett ábrázolási mód és hatékony algoritmus.
Mindkét módszertan kiterjesztése kiemelt kutatási területe.
Legalább 200 publikációja jelent meg. Díjazott szoftver (Vaaler Awards, New York, U.S.A., 1997) jelzi munkásságának elismerését. Eredményei tankönyvi anyaggá váltak az Amerikai Egyesült Államokban (Peters, M. S., K. D. Timmerhaus, and R. E. West, Plant Design and Economocs for Chemical Engineers, 5th Edition, McGraw Hill, 2003, ISBN 0072392665). Nemzetközi konferenciákon tartott előadásainak száma legalább 300. Többezer független hivatkozása jelent meg. 1995 óta száznál több hazai és európai uniós kutatás-fejlesztési projektet vezetett. 
A P-graph módszertan egységes leírása szerepel a F. Friedler, Á Orosz, J. Pimentel „P-graphs for Process Systems Engineering, Mathematical Models and Algorithms” (Springer, 2022) című könyvben.

## Családja
Nős, felesége dr. Tarján Klára, matematikus.

## Díjai, elismerései
- A Magyar Köztársasági Érdemrend lovagkeresztje, 2003
- Kalmár László-díj, 2003
- Nagykanizsa Megyei Jogú Város Címere, emlékplakett, 2004
- Príma Primisszima Díj, Veszprém megye, 2006
- Polinszky-díj, 2006
- Neumann János-díj, 2007
- Szilárd Leó-díj, 2008
- Gábor Dénes-díj, 2008
- VEAB emlékplakett, ezüst fokozat, 2009
- Széchenyi-díj, 2010
- Bolyai emlékérem, 2010
- Egerváry Jenő emlékplakett, 2010
- Belügyminiszter érdemjel “Rendkívüli helytállásért vörösiszap- katasztrófa”, 2011
- Díszdoktori cím, National Technical University „Kharkiv Polytechnic Institute”, 2012
- Pázmány Plakett, PPKE, 2013
- Honorary member of the Czech Chemical Society, 2021

## Főbb publikációi
- Friedler, F., Process integration, modelling and optimisation for energy saving and pollution reduction, Applied Thermal Engineering, 30(16), 2270-2280 (2010)
- Majozi, T. and F. Friedler, Maximization of Throughput in a Multipurpose Batch Plant Under Fixed Time Horizon: S-Graph Approach, Industrial and Engineering Chemistry Research, 45(20), 6713-6720 (2006)
- Romero J., L. Puigjaner, T. Holczinger, and F. Friedler, Scheduling Intermediate Storage Multipurpose Batch Plants Using the S-Graph, AIChE J., 50(2), 403-417 (2004)
- Feng, G., L. T. Fan, P. A. Seib, B. Bertók, L. Kalotai, and F. Friedler, A Graph-Theoretic Method for the Algorithmic Synthesis of Azeotropic-Distillation Systems, Industrial and Engineering Chemistry Research, 42(15), 3602-3611 (2003)
- Sanmarti, E., T. Holczinger, L. Puigjaner, and F. Friedler, Combinatorial Framework for Effective Scheduling of Multipurpose Batch Plants, AIChE J., 48(11), 2557-2570 (2002)
- Kovács, Z., Z. Ercsey, F. Friedler, and L. T. Fan, Separation-Network Synthesis: Global Optimum through Rigorous Super-Structure, Comput. Chem. Eng., 24(8), 1881-1900 (2000)
- Friedler, F., L. T. Fan, and B. Imreh, Process Network Synthesis: Problem Definition, Networks, 31(2), 119-124 (1998)
- Friedler, F., J. B. Varga, and L. T. Fan, Decision-Mapping: A Tool for Consistent and Complete Decisions in Process Synthesis, Chemical Engineering Science, 50(11), 1755-1768 (1995)
- Friedler, F., K. Tarján, Y. W. Huang, and L. T. Fan, Graph-Theoretic Approach to Process Synthesis: Polynomial Algorithm for Maximal Structure Generation, Computers and Chemical Engineering, 17(9), 929-942 (1993)
- Friedler, F., K. Tarján, Y. W. Huang, and L. T. Fan, Graph-Theoretic Approach to Process Synthesis: Axioms and Theorems, Chemical Engineering Science, 47(6), 1973-1988 (1992)